# Vagabonds of the Western World
| Recensione              | Giudizio      |
| ----------------------- | ------------- |
| AllMusic                | [ 1 ]         |
| Sputnikmusic            | 5.0 (Classic) |
| Dizionario del Pop-Rock | [ 3 ]         |
| 24.000 dischi           | [ 4 ]         |

Vagabonds of the Western World è il terzo album discografico dei Thin Lizzy, pubblicato dalla casa discografica Decca Records nel settembre del 1973.
È l'ultimo album a vedere alla chitarra Eric Bell.

## Tracce
Lato A
1. Mama Nature Said – 4:52 (Phil Lynott)
2. The Hero and the Madman – 6:08 (Phil Lynott)
3. Slow Blues – 5:14 (Phil Lynott, Brian Downey)
4. The Rocker – 5:12 (Phil Lynott, Brian Downey, Eric Bell)

Lato B
1. Vagabond of the Western World – 4:44 (Phil Lynott)
2. Little Girl in Bloom – 5:12 (Phil Lynott)
3. Gonna Creep up on You – 3:27 (Phil Lynott, Eric Bell)
4. A Song for While I'm Away – 5:10 (Phil Lynott)

Edizione CD del 1991, pubblicato dalla Deram Records (Deram 820 969-2)
1. Mama Nature Said – 4:52 (Phil Lynott)
2. The Hero and the Madman – 6:08 (Phil Lynott)
3. Slow Blues – 5:14 (Phil Lynott, Brian Downey)
4. The Rocker – 5:12 (Phil Lynott, Brian Downey, Eric Bell)
5. Vagabond of the Western World – 4:44 (Phil Lynott)
6. Little Girl in Bloom – 5:12 (Phil Lynott)
7. Gonna Creep up on You – 3:27 (Phil Lynott, Eric Bell)
8. A Song for While I'm Away – 5:10 (Phil Lynott)
9. Whisky in the Jar – 5:44 (Tradizionale, arrangiamento di: Phil Lynott, Eric Bell e Brian Downey) – Bonus Track - Full Length Version
10. Black Boys on the Corner – 3:21 (Phil Lynott) – Bonus Track
11. Randolph's Tango – 3:49 (Phil Lynott) – Bonus Track - Full Length Version
12. Broken Dreams – 4:26 (Eric Bell, Brian Downey, Phil Lynott) – Bonus Track

- Brani: Whisky in the Jar e Black Boys on the Corner, registrati nell'ottobre 1972 al Decca Studio 4, Tollington Park, Londra
- Brano: Randolph's Tango, registrato nell'aprile 1973 al A.I.R. Studios di Londra
- Brano: Broken Dreams, registrato nell'aprile 1973 al Decca Studio 4, Tollington Park[7]

Edizione doppio CD (Deluxe Edition) del 2010, pubblicato dalla Decca Records (984 194-9)
CD 1
1. Mama Nature Said – 4:52 (Phil Lynott)
2. The Hero and the Madman – 6:08 (Phil Lynott)
3. Slow Blues – 5:14 (Phil Lynott, Brian Downey)
4. The Rocker – 5:12 (Phil Lynott, Brian Downey, Eric Bell)
5. Vagabond of the Western World – 4:44 (Phil Lynott)
6. Little Girl in Bloom – 5:13 (Phil Lynott)
7. Gonna Creep up on You – 3:27 (Phil Lynott, Eric Bell)
8. A Song for While I'm Away – 5:09 (Phil Lynott)
9. Randolph's Tango – 3:49 (Phil Lynott) – Bonus Track - Lato A del singolo Decca F 13402
10. Broken Dreams – 4:26 (Phil Lynott, Eric Bell, Brian Downey) – Bonus Track - Lato B del singolo Decca F 13402
11. The Rocker – 2:41 (Phil Lynott, Eric Bell, Brian Downey) – Bonus Track - Lato A del singolo Decca F 13467
12. Here I Go Again – 3:51 (Phil Lynott) – Bonus Track - Lato B del singolo Decca F 13467
13. A Ride in the Lizzymobile – 4:07 (Eric Bell) – Bonus Track - Lato B del singolo tedesco Decca DL 25 607
14. Little Darling – 2:55 (Phil Lynott) – Bonus Track - Lato A del singolo Decca F 13507
15. Sitamoia – 3:20 (Brian Downey) – Bonus Track
16. Slow Blues – 5:01 (Phil Lynott, Brian Downey) – Bonus Track - 1977 Overdubbed & Remixed Version
17. Randolph's Tango – 2:25 (Phil Lynott) – Bonus Track - Radio Promotional Edited Version
18. Whisky in the Jar – 3:43 (Tradizionale; arrangiamento di: Phil Lynott, Eric Bell e Brian Downey) – Bonus Track - Radio Promotional Edited Version

CD 2
1. The Rocker – 5:53 (Phil Lynott, Brian Downey, Eric Bell) – BBC Radio 1 in Concert
2. Thing's Ain't Working Out Down at the Farm – 7:32 (Phil Lynott) – BBC Radio 1 in Concert
3. Slow Blues – 7:29 (Phil Lynott, Brian Downey) – BBC Radio 1 in Concert
4. Gonna Creep up on You – 3:27 (Phil Lynott, Eric Bell) – BBC Radio 1 in Concert
5. Suicide – 4:28 (Phil Lynott) – BBC Radio 1 in Concert
6. Vagabond of the Western World – 4:27 (Phil Lynott) – BBC Radio 1 John Peel Session
7. Gonna Creep up on You – 3:22 (Phil Lynott, Eric Bell) – BBC Radio 1 John Peel Session
8. Little Girl in Bloom – 4:41 (Phil Lynott) – BBC Radio 1 Rock on Session
9. Sitamoia – 3:45 (Brian Downey) – BBC Radio 1 Rock on Session
10. Little Darling – 3:05 (Phil Lynott) – BBC Radio 1 Rock on Session
11. Slow Blues – 5:31 (Phil Lynott, Brian Downey) – BBC Radio 1 Rock on Session
12. Showdown – 4:40 (Phil Lynott) – BBC Radio 1 Rock on Session
13. Black Boys on the Corner – 4:12 (Phil Lynott) – BBC Radio 1 John Peel Session

## Formazione
- Phil Lynott - voce solista, basso
- Eric Bell - chitarre, voce
- Brian Downey - batteria, percussioni

Altri musicisti
- Jan Schelhaas - organo (brano: Mama Nature Said)
- Kid Jensen - voce (brano: The Hero and the Madman)
- Fiachra Trench - arrangiamento strumenti ad arco (brano: A Song for While I'm Away)
- Peter Oxer - violino (brano: A Song for While I'm Away)
- Godfrey Salmon - violino (brano: A Song for While I'm Away)
- Alan Sloan - violino (brano: A Song for While I'm Away)
- Alan Merrick - violino (brano: A Song for While I'm Away)
- Peter Poole - violino (brano: A Song for While I'm Away)
- Ian MacKinnon - violino (brano: A Song for While I'm Away)
- Don McVay - viola (brano: A Song for While I'm Away)
- Tony Harris - viola (brano: A Song for While I'm Away)
- Quentin William - violoncello (brano: A Song for While I'm Away)
- Paul Mosby - cor anglais, oboe (brano: A Song for While I'm Away)
- Fiachra Trench - arrangiamento strumenti a fiato (brano bonus: Little Darlin')
- Gary Moore - chitarra solista, chitarra acustica (brano bonus: Sitamoia)
- Scott Gorham - chitarra solista, chitarra (brano (BBC Radio 1 in Concert): Gonna Creep up on You)
- Brian Robertson - chitarra solista, accompagnamento vocale-coro (brano (BBC Radio 1 in Concert): Suicide)
- Jean Roussell - tastiere (brano (BBC Radio Bob Harris Session): Showdown)
- Scott Gorham - chitarra solista, chitarra (brano (BBC Radio Bob Harris Session): Showdown)

Note aggiuntive
- Nick Tauber - produttore
- Philip Lynott - produttore associato
- Album originale, registrato a Londra presso A.I.R. Studios e Decca Studio 4 (Tollington Park) nel luglio del 1973[8]
- Kevin Fuller e Alan Harris - ingegneri delle registrazioni
- Derek Varnals - remixaggio, ingegnere delle registrazioni
- Alan Leaming, Dave Baker, Pete Swetenham - assistenti ingegneri delle registrazioni
- Jim Fitzpatrick - fotografia copertina frontale album
- Rodney Mathews - retrocopertina
- Mick Rock e John Thomson - fotografie retrocopertina album
- Bad Taste Productions - logo[9]

Singoli
| Anno | Titolo del brano  | Classifica             | Posizione raggiunta |
| ---- | ----------------- | ---------------------- | ------------------- |
| 1973 | Whisky in the Jar | Official Singles Chart | 6                   |